# Canthidium steinheili
Canthidium steinheili là một loài bọ cánh cứng trong họ Bọ hung (Scarabaeidae).